# Onthophagus axillaris
Onthophagus axillaris är en skalbaggsart som beskrevs av Karl Henrik Boheman 1860. Onthophagus axillaris ingår i släktet Onthophagus och familjen bladhorningar. Inga underarter finns listade i Catalogue of Life.